# Ringsaker
Ringsaker é uma comuna da Noruega, com 1 279 km² de área e 31 732 habitantes (censo de 2004).         